# 山多拉 (佛罗里达州)
山多拉（英語：Mount Dora），是美国佛罗里达州萊克縣下属的一座城市。建立于1910年。面积约为14.9平方公里（约合5.7平方英里）。根据2010年美国人口普查，该市有人口12,370人。论人口在本州排行第142。